# Schnelleinsatzgruppe Beleuchtung
Die Schnelleinsatzgruppe Beleuchtung (SEG-Bel) ist eine Schnelleinsatzgruppe des Technischen Hilfswerkes (THW), die auf das Errichten einer funktionierenden Beleuchtung spezialisiert ist. Sie kommt bei außergewöhnlichen Ereignissen oder Großschadensereignissen zum Einsatz.

## Aufgabenspektrum
Typische Aufgaben der Schnelleinsatzgruppe Beleuchtung sind:
- Errichten einer funktionierenden Beleuchtung in den Zelten eines Behandlungsplatzes
- Ausleuchten von Einsatzstellen und Behandlungsplätzen
- Aufbau und Wartung einer Notstromversorgung

## Technik
Oftmals verfügen Schnelleinsatzgruppen Beleuchtung über einen Gerätewagen Beleuchtung, der sämtliches Material für eine funktionierende Beleuchtung verladen hat, darunter auch Notstromaggregate.